# 皇越一統輿地志
《皇越一統輿地志》（越南语：／）是越南阮朝最早的一部官修地理志，成書於嘉隆五年（1806年），與《大南一統志》和《同慶地輿志》並稱為阮朝三大官修地理志。

## 編纂經過
本書的編纂者是時任兵部尚書敏政侯黎光定。嘉隆五年（1806年），黎光定奉命編纂《皇越一统舆地志》。數月之後，書籍編纂完成。黎光定在《進書表》中說，“特命臣以校訂之權，復假臣以期月之限。”黎光定又在一個月內將書完成校訂工作。十月，阮嘉吉為該書作序。十一月二十日，進呈嘉隆帝，上《進書表》。
《皇越一統輿地志》由黎光定編纂，但並不是黎光定一人獨立完成編著的，而是由各地方鎮營官員“雜志彙集”，黎光定擁有“特命”“校訂之權”，在各鎮資料基礎上進行編著。除黎光定之外，阮嘉吉爲此書寫有序言，吳仁靜、黎良慎等參與内容和文字校訂。

## 內容
《皇越一統輿地志》内容分三部分，共十卷。
- 第一卷爲進書表、序言、凡例和總目録；
- 二至四卷記載京師至各鎮營驛路，詳細記録了京城順化至各鎮營驛站名稱、里數、所需日程；
- 五至十卷爲各鎮營實録，記載各鎮營水道、步道，詳細記録了各鎮城至鎮内重要關汛、兵站、城坊的詳細里程，並介紹了沿途的橋樑、市津、村社、古迹等。

## 體例差異
《皇越一統輿地志》主要記載水陸里程，體例與《大明一統志》、《大清一統志》等中國傳統的地理志書不同，與後來仿中國傳統志書編纂而成的《大南一統志》也不相同。《皇越一統輿地志》的編寫方式可追溯到十五世紀的《征占日程》，與十八世紀《纂集天南四至路圖》、《平南指掌日程圖》和《水陸程圖》諸書相似。

## 流傳情況
此書編成後未曾刊印，以抄本形式流傳。2003年，越南學者據法國巴黎亞洲學會圖書館所藏抄本譯爲越南語，由順化出版社和順化東西方語言文化中心聯合出版，書前半部分為越南文，後半部分為漢文影印。2014年，中國學者據法國巴黎亞洲學會圖書館所藏抄本整理，由人民出版社和西南師範大學出版社影印出版。